# Kastendorf (Gemeinde Königswiesen)
Kastendorf ist eine Ortschaft in der Marktgemeinde Königswiesen im Bezirk Freistadt, Oberösterreich.
Die Ortschaft befindet sich südöstlich von Freistadt und am westlichen Rand des Weinsberger Waldes in der Katastralgemeinde Mötlas, die südwestlich an Königswiesen anschließt. Sie besteht aus einer kompakten Ortslage rechts der Großen Naarn und mehreren freistehenden Gehöften. Am 1. Jänner 2024 zählte die Ortschaft 136 Einwohner.